# 黃麻角道
黃麻角道（英語：Wong Ma Kok Road），是香港港島南區赤柱的一條行車主幹線，由北端的赤柱大街市集通車至赤柱半島南端的赤柱炮台，有對外的巴士經此街道。黃麻角道北接自赤柱村道與東頭灣道的交通交匯處，南至赤柱半島，路長如蛇是山坡路，雙線雙向行車，沿途經聖士提反書院鄧肇堅運動場、赤柱軍人墳場、富豪海灣及黃麻角徑。黃麻角道是赤柱區內最長的公路。

## 黃麻角村
黃麻角道是以黃麻角村命名，黃麻角村是一條客家村落，原址位於現今赤柱軍營足球場一帶。1911年，黃麻角有華人人口28人，有居民羅氏及何氏。
香港保衞戰前夕，香港政府於赤柱南端收地興築黃麻角砲台，故於赤柱灣畔興建八間屋以安置黃麻角村八戶村民，同時開闢了黃麻角道連接赤柱軍營。

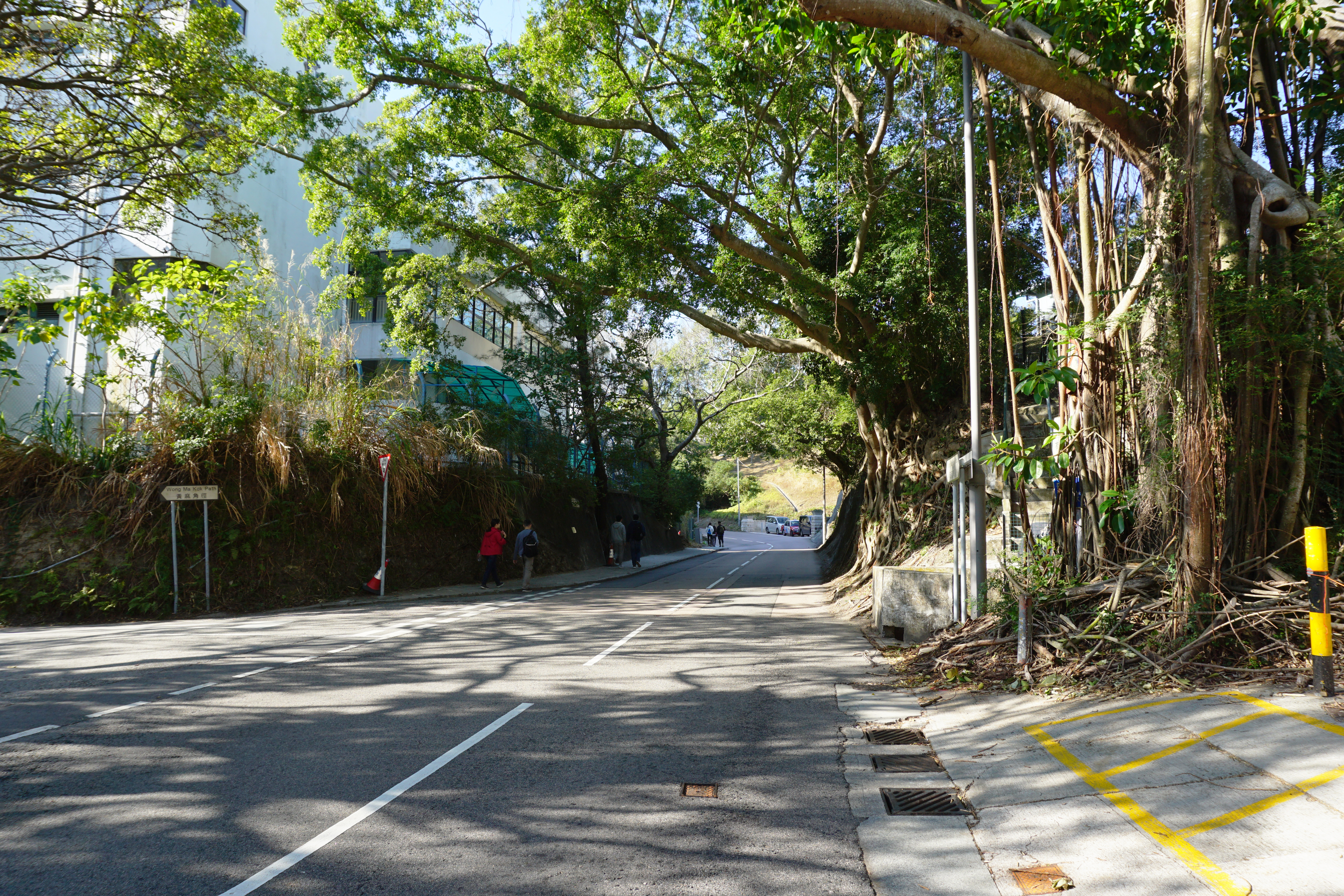
近聖士提反書院附屬小學
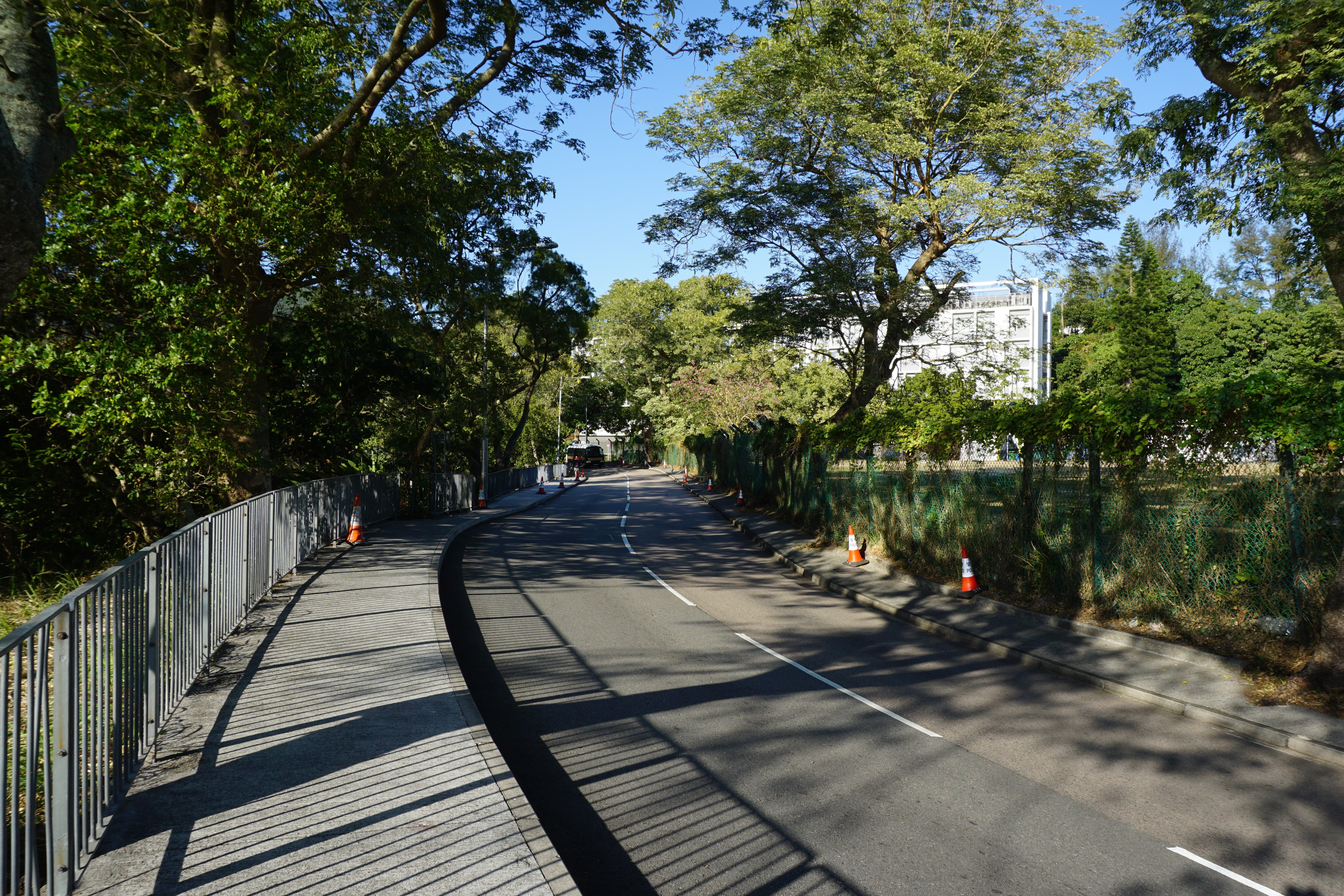
近聖士提反書院

## 鄰近
- 聖士提反泳灣
- 香港青年協會赤柱戶外活動中心
- 赤柱污水處理廠
- 八間屋
- 赤柱市集
- 赤柱軍營
- 富豪海灣
- 赤柱炮台
- 赤柱軍人墳場
- 赤柱郵政局

## 交匯道路
- 赤柱村道
- 東頭灣道
- 黃麻角徑

## 外部連結
- 黃麻角道於1937年9月24日命名 （页面存档备份，存于）

1. ↑  .   [2022-06-03]. （原始内容存档于2018-11-08）.